# Felix Neureuther
Felix Neureuther (* 26. März 1984 in München-Pasing) ist ein ehemaliger deutscher Skirennläufer aus Garmisch-Partenkirchen.  Er war auf die Disziplinen Slalom und Riesenslalom spezialisiert. Bei Weltmeisterschaften gewann er fünf Medaillen, drei im Slalom und zwei im Mannschaftswettbewerb. Im Weltcup ist er mit 13 Siegen in Einzelrennen der erfolgreichste deutsche alpine Skifahrer der Männer. Als Beamter der Bundeszollverwaltung war er Mitglied des Zoll-Ski-Teams.

## Sportliche Karriere

### Jugendjahre
Felix Neureuther wurde als Sohn von Rosi Mittermaier und Christian Neureuther geboren, seine Schwester ist Ameli Neureuther. Mit zweieinhalb Jahren stand Neureuther unter Aufsicht seines Vaters zum ersten Mal auf Skiern. Mit drei Jahren gewann er sein erstes Rennen bei den Kinder-Skiclubmeisterschaften des SC Partenkirchen. Nach zahlreichen weiteren Erfolgen bei Kinderrennen wurde er siebenmal Deutscher Jugendmeister. In dieser Zeit traf er regelmäßig auf Bastian Schweinsteiger, der ihn sogar mehrfach bei Rennen besiegen konnte.
Seine ersten FIS-Rennen fuhr er Anfang 2000. In diesem Jahr nahm er auch das erste Mal an den Deutschen Meisterschaften, sowohl der Junioren als auch der Senioren, teil. Bei den Juniorenweltmeisterschaften 2001 in Verbier belegte er beim Sieg von Stefan Kogler im Slalom den neunten Platz. 2003 wurde ihm der Bayerische Sportpreis in der Kategorie Herausragende(r) Nachwuchssportler(in) verliehen, nachdem er bei den Weltmeisterschaften in St. Moritz die Plätze 15 und 35 im Slalom bzw. Riesenslalom belegte und seinen ersten Titel bei den Deutschen Meisterschaften gewann.
Am 4. Januar 2003 feierte Neureuther im Riesenslalom von Kranjska Gora sein Weltcupdebüt, bei dem er im ersten Lauf ausschied. Erstmals war er im Slalom der Weltmeisterschaften 2003 bei einem Großereignis dabei; er konnte sich mit Laufbestzeit im 2. Durchgang noch von Rang 29 auf Rang 15 vorarbeiten. Seine ersten Weltcuppunkte holte er im Slalom von Madonna di Campiglio am 15. Dezember desselben Jahres, bei dem er den achten Rang belegte. Im Frühjahr 2004 machte er das Abitur. Im darauffolgenden Sommer 2004 wurde bei ihm eine Herzbeutel-Entzündung festgestellt, weshalb er eine Zwangspause einlegen musste. Anfang Dezember 2004 kehrte Neureuther in den Skisport zurück und erreichte den sechsten Platz beim ersten Slalom der Weltcupsaison 2004/05 in Beaver Creek. Bei den Skiweltmeisterschaften 2005 in Bormio gewann er mit dem deutschen Team im erstmals ausgetragenen Mannschaftswettbewerb die Gold- und damit seine erste WM-Medaille. Im Slalom wurde er Neunzehnter.

### Erfolge im Weltcup, Niederlagen bei Großereignissen
Zu Beginn der Saison 2006/07 erreichte er mit dem dritten Platz im Slalom von Beaver Creek seinen ersten Weltcup-Podestplatz und qualifizierte sich damit für die Weltmeisterschaften 2007. Im Januar 2007 fuhr er in den beiden Slaloms von Kitzbühel auf die Ränge fünf und sechs. Bei den Skiweltmeisterschaften in Åre lag er im Slalom nach dem ersten Durchgang auf Rang zwei, schied aber in der Entscheidung aus. Die Saison musste er – nach seinem Sturz im Slalom von Kranjska Gora am 4. März 2007 – vorzeitig beenden; er musste wegen einer dabei erlittenen Schulterluxation operiert werden.
In den ersten beiden Weltcuprennen der Saison 2008/09, an denen er teilnahm, einem Riesenslalom in Sölden und einem Slalom in Levi, konnte er sich nicht für den zweiten Lauf qualifizieren. Seine nächsten Rennen bestritt er im Europacup auf der Reiteralm in Österreich, konnte aber auch hier keine Spitzenplatzierungen erreichen. Wenig später gewann er jedoch zwei FIS-Rennen in Mutters jeweils vor Manfred Pranger und Mattias Hargin. Bei den nächsten technischen Wettkämpfen in Alta Badia schied er wieder in beiden Rennen im ersten Lauf aus.
Am 2. Januar 2009 gewann er den erstmals ausgetragenen Parallelslalom in Moskau. Der Schauwettkampf, bei dem in der Stadt eine künstliche Piste gebaut wurde, sollte als Werbeveranstaltung für die Olympischen Spiele 2014 in Sotschi dienen. Bei den Weltmeisterschaften 2009 in Val-d’Isère verpasste er als Vierter im Slalom eine Medaille nur knapp. Im Riesenslalom wurde er Neunzehnter. In der Weltcupsaison 2009/10 feierte Felix Neureuther seine ersten beiden Weltcupsiege: Am 24. Januar 2010 gewann er den Slalom auf dem Ganslernhang in Kitzbühel und beim Weltcupfinale am 13. März 2010 siegte er in seiner Heimatstadt Garmisch-Partenkirchen im Slalom auf dem Gudiberg. Neureuther beendete die Saison auf dem fünften Platz in der Slalom-Disziplinenwertung. Bei den Olympischen Winterspielen 2010 in Vancouver erreichte er überraschend den achten Platz im Riesentorlauf. Im Rennen seiner Paradedisziplin Slalom, in das er als Mitfavorit auf eine Medaille gestartet war, schied er jedoch bereits im ersten Durchgang aus.
Auch bei den Weltmeisterschaften 2011 in seiner Heimatstadt schied Neureuther im Slalom aus, während er im Riesenslalom nur Platz 34 belegte. Jedoch erzielte er eine Woche nach den Weltmeisterschaften seinen ersten Weltcup-Podestplatz der Saison 2010/11, als er am 26. Februar 2011 überraschend in der Super-Kombination von Bansko Zweiter wurde, wobei ihm auf Sieger Christof Innerhofer nur eine Hundertstelsekunde fehlte. Beim Weltcupfinale in Lenzerheide stand er als Dritter im Slalom ein zweites Mal auf dem Podest. Außerdem gewann er dort am 20. März 2011 im deutschen Team den nur zum Nationencup zählenden Teambewerb vor Italien und Österreich. Im Weltcupwinter 2011/12 wurde Neureuther dreimal Zweiter und einmal Dritter, ein Sieg gelang ihm jedoch nicht. Die beste Chance dazu hatte er beim Weltcupfinale in Schladming, als er nach dem ersten Lauf führte, dann aber noch von André Myhrer abgefangen wurde. Seinen dritten Weltcupsieg erzielte Neureuther am 1. Januar 2013 beim City Event in München, wo er sich im Finale gegen den Österreicher Marcel Hirscher durchsetzen konnte. Den ersten Podiumsplatz in einem Weltcup-Riesenslalom erreichte er am 12. Januar 2013 mit Rang drei in Adelboden. Am 20. Januar entschied er auch den Slalom von Wengen für sich. Bei den Weltmeisterschaften 2013 in Schladming konnte Neureuther, erneut im Teamwettbewerb, mit Bronze seine zweite WM-Medaille gewinnen. Im abschließenden Slalom-Rennen belegte er Platz zwei und gewann damit seine erste Einzelmedaille bei Weltmeisterschaften. Wie schon zwei Jahre zuvor und wiederum beim Saisonschluss in Lenzerheide, gewann er am 15. März 2013 im deutschen Team den nur zum Nationencup zählenden Mannschaftsbewerb vor Schweden und Italien.

### Etablierung in der Weltspitze

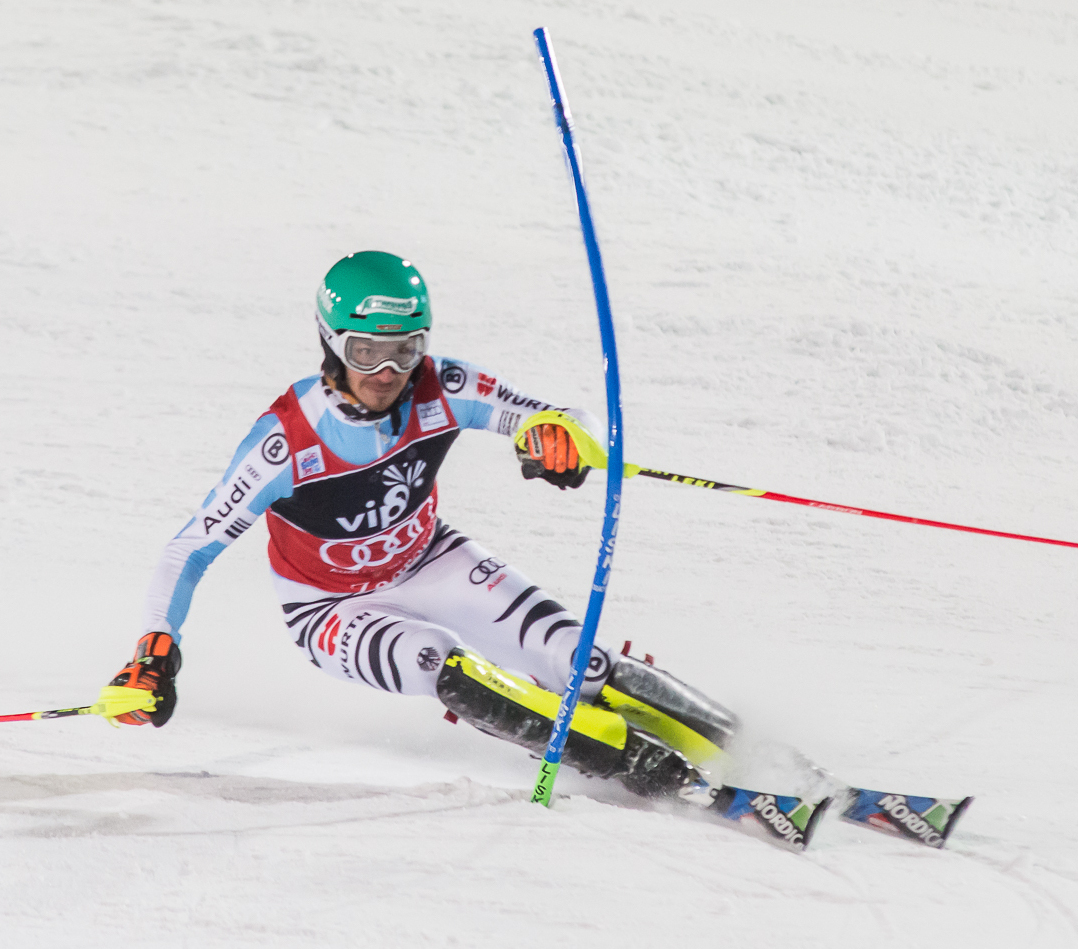
Neureuther beim Weltcupslalom in Zagreb 2015

Die Vorbereitung auf die Saison 2013/14 verlief nicht optimal. Im Juni 2013 musste er sich am Sprunggelenk operieren lassen, um ein Ganglion zu entfernen. Die Heilung gestaltete sich schwierig, weshalb er einen großen Teil des Sommertrainings verpasste. Erst ab September konnte er wieder in vollem Umfang trainieren. Obwohl er Mitte Dezember bei einem Trainingssturz einen Kapselanriss am rechten Daumen erlitten hatte, gewann er am 6. Januar 2014 den Slalom in Bormio und zog damit, gemessen an der Anzahl Weltcupsiege, mit seinem Vater gleich. Fünf Tage später entschied er auch den Riesenslalom von Adelboden für sich. Es war dies der erste Riesenslalom-Weltcupsieg eines Deutschen seit dem 2. März 1973, als Max Rieger am Mont Sainte-Anne gewonnen hatte. Bei der Anreise zu den Olympischen Winterspielen hatte Neureuther einen von Blitzeis verursachten Autounfall auf der Autobahn und zog sich dabei ein Schleudertrauma und eine Rippenprellung zu. Dennoch konnte er bei den Spielen starten. Im Riesenslalom belegte er den achten Platz, während er im Slalom – auf Rang sieben mit geringem Abstand zu einem Medaillenplatz liegend – im zweiten Durchgang ausschied. Neureuther äußerte die Absicht, bei den nächsten Olympischen Winterspielen 2018 in Pyeongchang, mit dann fast 34 Jahren, erneut teilnehmen zu wollen.
Den ersten Riesenslalom des Weltcupwinters 2014/15 musste Neureuther wegen anhaltender Rückenprobleme absagen. Dennoch verlief die Saison für ihn ähnlich erfolgreich wie die vorherige. Unter anderem feierte er am 22. Dezember 2014 beim Slalom von Madonna di Campiglio seinen zehnten Weltcupsieg und überholte damit Markus Wasmeier als besten deutschen Skirennläufer in dieser Statistik. Außerdem erreichte Neureuther von Januar 2014 bis Januar 2015 in allen neun Weltcup-Torläufen immer einen Podestplatz. Bei den Weltmeisterschaften 2015 in Vail/Beaver Creek verpasste er als Vierter im Riesenslalom eine Medaille nur knapp. Im abschließenden Slalom-Rennen sicherte er sich mit Bronze seine zweite WM-Einzelmedaille. Danach hatte er wieder zunehmend mit Rückenschmerzen zu kämpfen und stand infolgedessen nur noch einmal als Zweiter des Riesenslaloms von Garmisch-Partenkirchen auf dem Podest. Neureuther hatte zwar fast die ganze Saison über im Slalomweltcup geführt; die kleine Kristallkugel für den Sieg in dieser Disziplin verlor er jedoch wie schon im Winter zuvor an seinen Dauerrivalen Marcel Hirscher, der mit einem Sieg im letzten Saisonrennen noch an ihm vorbeizog.

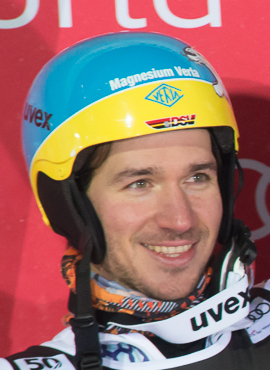
Felix Neureuther (2017)

Neureuther musste im Anschluss aufgrund seiner Rückenbeschwerden eine monatelange Skipause einlegen, weshalb er sogar ein frühzeitiges Karriereende in Erwägung zog. Trotz seines großen Trainingsrückstandes startete er aber stark in die Saison 2015/16 und beendete die ersten vier Riesenslaloms unter den besten Zehn, darunter mit Rang zwei in Val-d’Isère einmal auf dem Podest. Auch beim ersten Saisonslalom ebenda stand er als Dritter auf dem Siegertreppchen. Danach hatte Neureuther über mehrere Wochen mit abfallenden Leistungen zu kämpfen und fand erst beim Nachtslalom in Schladming wieder zu seiner alten Stärke zurück. Dort fiel er zwar als Führender nach dem ersten Durchgang in der Entscheidung aus, hatte jedoch kurz vor dem Ziel noch klare Zwischenbestzeit. Seine aufsteigende Form bestätigte er schließlich knapp drei Wochen später, als er den nächsten Slalom im japanischen Naeba gewann.
In der Saison 2016/17 erzielte Neureuther im Weltcup 14 Top-Ten-Ergebnisse. Dabei stand er sechsmal auf dem Podest, davon dreimal auf Platz 2: im Slalom am 6. Januar 2017 in Zagreb hinter Manfred Mölgg und je einmal im Riesenslalom und im Slalom im Finale in Aspen (hinter Marcel Hirscher bzw. André Myhrer). Bei den Weltmeisterschaften 2017 in St. Moritz gewann er im Slalom hinter den Österreichern Marcel Hirscher und Manuel Feller die Bronzemedaille, nachdem er nach dem ersten Lauf nur auf Rang 10 gelegen hatte.
Am 12. November 2017 erzielte er mit dem Slalom in Levi seinen 13. Weltcupsieg. Am 25. November 2017 erlitt er im Training einen Kreuzbandriss. Mitte Dezember 2017 wurde er operiert und musste die Teilnahme an den Olympischen Winterspielen 2018 absagen.
In der Saison 2018/19 wurde Neureuthers Comeback erst wegen der Absage des Weltcupauftakts und dann wegen eines Mittelhandknochenbruchs am rechten Daumen verhindert. Schließlich kehrte er am 8. Dezember 2018 mit einem 21. Platz beim Riesenslalom von Val-d’Isère (Frankreich) zurück in den Skizirkus. Am 17. März 2019 beendete er seine Karriere.

## Tätigkeit als Sportexperte
Seit der Wintersaison 2019/20 ist Neureuther bei ARD und BR als Sportexperte tätig. Er trat im Ersten die Nachfolge von Maria Höfl-Riesch für den alpinen Ski-Weltcup an. Sein Aufgabenbereich umfasst neben Fernsehauftritten auch den Bereich Hörfunk und Online-Inhalte, auch außerhalb des Skisports. Seinen ersten Auftritt hatte Neureuther am 11. August bei Blickpunkt Sport. Sein Debüt beim Hörfunk gab er als Co-Kommentator für Bayern 1 bei der Bundesligapartie FC Bayern München gegen den FSV Mainz. Auch die sozialen Medien sind Teil seines neuen Jobs. Mit Nick Golüke und Robert Grantner drehte er die IOC-kritische Dokumentation Spiel mit dem Feuer – Wer braucht noch dieses Olympia? Bei den Olympischen Sommerspielen 2024 in Paris berichtete Neureuther in der Rubrik „Story Slalom“ von seinen Begegnungen und Erlebnissen.

## Sonstiges Engagement

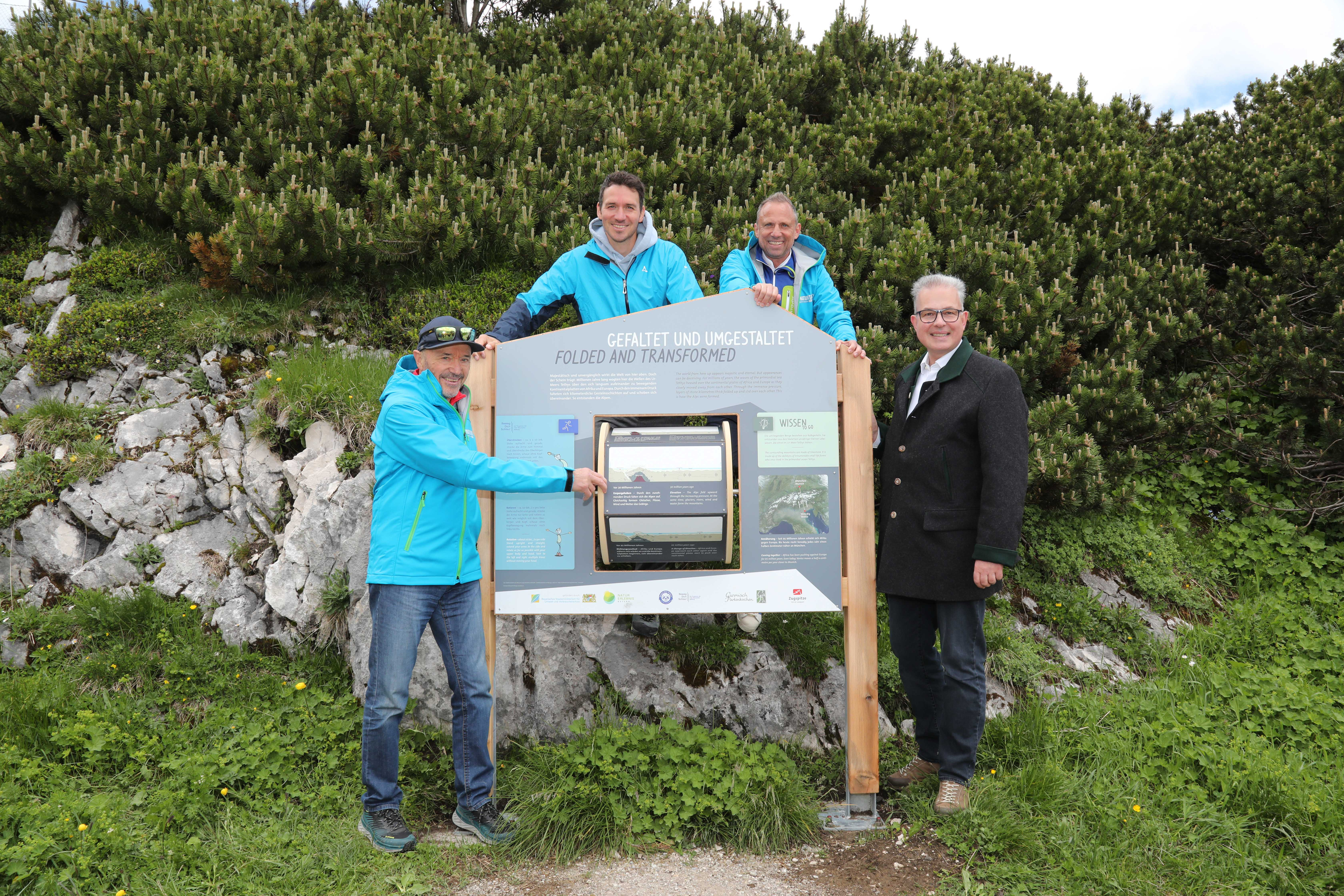
Eröffnung Natursteig, Garmisch-Partenkirchen

Am 30. Mai 2024 wurde Neureuther als kooptiertes Mitglied ins Präsidium der Special Olympics Deutschland gewählt. Seine Funktion beinhaltet die Förderung der Sichtbarkeit von Athleten sowie der Wertigkeit des Sportkonzeptes der Special Olympics sowie einer nachhaltigen Ausrichtung des Verbandes.

## Persönliches
Neureuther legte 2004 sein Abitur am Werdenfels-Gymnasium in Garmisch-Partenkirchen ab. Seit Sommer 2013 ist er mit der ehemaligen Biathletin Miriam Neureuther (geb. Gössner) liiert und seit dem 27. Dezember 2017 verheiratet. Zusammen haben sie vier Kinder (* 2017, 2020, 2022 und 2025).

## Erfolge

### Olympische Winterspiele
- Vancouver 2010: 8. Riesenslalom
- Sotschi 2014: 8. Riesenslalom

### Weltmeisterschaften
- St. Moritz 2003: 15. Slalom, 35. Riesenslalom
- Bormio 2005: 1. Mannschaftswettbewerb, 19. Slalom
- Val-d’Isère 2009: 4. Slalom, 19. Riesenslalom
- Garmisch-Partenkirchen 2011: 34. Riesenslalom
- Schladming 2013: 2. Slalom, 3. Mannschaftswettbewerb, 10. Riesenslalom
- Vail/Beaver Creek 2015: 3. Slalom, 4. Riesenslalom
- St. Moritz 2017: 3. Slalom, 16. Riesenslalom

### Weltcupwertungen
| Saison  | Gesamt | Gesamt | Super-G | Super-G | Riesenslalom | Riesenslalom | Slalom | Slalom | Kombination | Kombination |
| Saison  | Platz  | Punkte | Platz   | Punkte  | Platz        | Punkte       | Platz  | Punkte | Platz       | Punkte      |
| ------- | ------ | ------ | ------- | ------- | ------------ | ------------ | ------ | ------ | ----------- | ----------- |
| 2003/04 | 62.    | 111    | –       | –       | –            | –            | 25.    | 111    | –           | –           |
| 2004/05 | 83.    | 56     | 48.     | 5       | –            | –            | 33.    | 51     | –           | –           |
| 2005/06 | 48.    | 147    | –       | –       | 41.          | 16           | 17.    | 131    | –           | –           |
| 2006/07 | 32.    | 293    | –       | –       | 31.          | 29           | 8.     | 264    | –           | –           |
| 2007/08 | 25.    | 387    | –       | –       | –            | –            | 7.     | 387    | –           | –           |
| 2008/09 | 47.    | 178    | –       | –       | –            | –            | 15.    | 171    | 43.         | 7           |
| 2009/10 | 21.    | 349    | –       | –       | 44.          | 11           | 5.     | 329    | 42.         | 9           |
| 2010/11 | 17.    | 440    | –       | –       | 29.          | 52           | 8.     | 258    | 11.         | 80          |
| 2011/12 | 22.    | 485    | –       | –       | 36.          | 28           | 6.     | 377    | –           | –           |
| 2012/13 | 4.     | 948    | –       | –       | 6.           | 232          | 2.     | 716    | –           | –           |
| 2013/14 | 5.     | 813    | –       | –       | 5.           | 263          | 2.     | 550    | –           | –           |
| 2014/15 | 4.     | 838    | –       | –       | 8.           | 247          | 2.     | 591    | –           | –           |
| 2015/16 | 8.     | 743    | –       | –       | 7.           | 354          | 3.     | 389    | –           | –           |
| 2016/17 | 5.     | 790    | –       | –       | 4.           | 370          | 4.     | 420    | –           | –           |
| 2017/18 | 62.    | 100    | –       | –       | –            | –            | 25.    | 100    | –           | –           |
| 2018/19 | 38.    | 224    | –       | –       | 46.          | 10           | 14.    | 214    | –           | –           |

### Weltcupsiege
Neureuther errang 47 Podestplätze in Einzelrennen, davon 13 Siege:
| Datum             | Ort                    | Land        | Disziplin    |
| ----------------- | ---------------------- | ----------- | ------------ |
| 24. Januar 2010   | Kitzbühel              | Österreich  | Slalom       |
| 13. März 2010     | Garmisch-Partenkirchen | Deutschland | Slalom       |
| 1. Januar 2013    | München                | Deutschland | City Event   |
| 20. Januar 2013   | Wengen                 | Schweiz     | Slalom       |
| 17. März 2013     | Lenzerheide            | Schweiz     | Slalom       |
| 6. Januar 2014    | Bormio                 | Italien     | Slalom       |
| 11. Januar 2014   | Adelboden              | Schweiz     | Riesenslalom |
| 24. Januar 2014   | Kitzbühel              | Österreich  | Slalom       |
| 9. März 2014      | Kranjska Gora          | Slowenien   | Slalom       |
| 22. Dezember 2014 | Madonna di Campiglio   | Italien     | Slalom       |
| 17. Januar 2015   | Wengen                 | Schweiz     | Slalom       |
| 14. Februar 2016  | Naeba Ski Resort       | Japan       | Slalom       |
| 12. November 2017 | Levi                   | Finnland    | Slalom       |

Hinzu kommen drei Podestplätze bei Mannschaftswettbewerben, davon 2 Siege.

### Juniorenweltmeisterschaften
- Verbier 2001: 9. Slalom
- Maribor 2004: 14. Riesenslalom

### Deutsche Meisterschaften
Neureuther ist neunfacher Deutscher Meister:
- 5-mal Riesenslalom: 2005, 2006, 2008, 2009, 2012
- 3-mal Slalom: 2003, 2008, 2014
- 1-mal Abfahrt: 2009

### Weitere Erfolge
- Ein Sieg (Slalom in Kranjska Gora am 9. März 2010) und weitere vier Podestplätze im Europacup
- 2 Siege im Australian New Zealand Cup
- 9 Siege in FIS-Rennen

## Statistik

### Einzelwettbewerbe
Farblegende
| 1   | 1. Platz                                                    |
| 2   | 2. Platz                                                    |
| 3   | 3. Platz                                                    |
| #   | 4. – 30. Platz (Weltcup-Punkte)                             |
| #   | Platzierung (Keine Weltcup-Punkte)                          |
| NQ  | Nicht qualifiziert für 2DG                                  |
| #   | Platzierung + Rückstand auf Siegerzeit > 8 %                |
| NQ  | Nicht qualifiziert für 2DG + Rückstand auf Siegerzeit > 8 % |
| DSQ | Disqualifiziert                                             |
| DNF | Ausfall                                                     |

#### Olympische Spiele und Weltmeisterschaften
|                               | 2002/03 | 2003/04 | 2004/05 | 2005/06 | 2006/07 | 2007/08 | 2008/09 | 2009/10 | 2010/11 | 2011/12 | 2012/13 | 2013/14 | 2014/15 | 2015/16 | 2016/17 | 2017/18 | 2018/19 | S / St |
| ----------------------------- | ------- | ------- | ------- | ------- | ------- | ------- | ------- | ------- | ------- | ------- | ------- | ------- | ------- | ------- | ------- | ------- | ------- | ------ |
| Olympische Winterspiele       |         |         |         |         |         |         |         |         |         |         |         |         |         |         |         |         |         |        |
| Slalom                        |         |         |         | DNF     |         |         |         | DNF     |         |         |         | DNF     |         |         |         | –       |         | 0 / 3  |
| Riesenslalom                  |         |         |         | DNF     |         |         |         | 8       |         |         |         | 8       |         |         |         | –       |         | 0 / 3  |
| Alpine Skiweltmeisterschaften |         |         |         |         |         |         |         |         |         |         |         |         |         |         |         |         |         |        |
| Slalom (0-1-2)                | 15      |         | 19      |         | DNF     |         | 4       |         | DNF     |         | 2       |         | 3       |         | 3       |         | DSQ     | 0 / 9  |
| Riesenslalom                  | 35      |         | DNF     |         | DNF     |         | 19      |         | 34      |         | 10      |         | 4       |         | 16      |         | –       | 0 / 8  |
| Großereignisse Statistik      |         |         |         |         |         |         |         |         |         |         |         |         |         |         |         |         |         |        |
|                               | 2002/03 | 2003/04 | 2004/05 | 2005/06 | 2006/07 | 2007/08 | 2008/09 | 2009/10 | 2010/11 | 2011/12 | 2012/13 | 2013/14 | 2014/15 | 2015/16 | 2016/17 | 2017/18 | 2018/19 | Gesamt |
| Starts                        | 2       |         | 2       | 2       | 2       |         | 2       | 2       | 2       |         | 2       | 2       | 2       |         | 2       | –       | 1       | 23     |
| Siege                         | 0       |         | 0       | 0       | 0       |         | 0       | 0       | 0       |         | 0       | 0       | 0       |         | 0       | –       | 0       | 0      |
| 2. Platz                      | 0       |         | 0       | 0       | 0       |         | 0       | 0       | 0       |         | 1       | 0       | 0       |         | 0       | –       | 0       | 1      |
| 3. Platz                      | 0       |         | 0       | 0       | 0       |         | 0       | 0       | 0       |         | 0       | 0       | 1       |         | 1       | –       | 0       | 2      |
| Top 3                         | 0       |         | 0       | 0       | 0       |         | 0       | 0       | 0       |         | 1       | 0       | 1       |         | 1       | –       | 0       | 3      |
| Top 10                        | 0       |         | 0       | 0       | 0       |         | 1       | 1       | 0       |         | 2       | 1       | 2       |         | 1       | –       | 0       | 8      |
| Ausfälle                      | 0       |         | 1       | 2       | 2       |         | 0       | 1       | 1       |         | 0       | 1       | 0       |         | 0       | –       | 1       | 9      |

#### Weltcup
Gesamtweltcup
|                       | 2002/03 | 2003/04 | 2004/05 | 2005/06 | 2006/07 | 2007/08 | 2008/09 | 2009/10 | 2010/11 | 2011/12 | 2012/13 | 2013/14 | 2014/15 | 2015/16 | 2016/17 | 2017/18 | 2018/19 | Gesamt |
| --------------------- | ------- | ------- | ------- | ------- | ------- | ------- | ------- | ------- | ------- | ------- | ------- | ------- | ------- | ------- | ------- | ------- | ------- | ------ |
| Weltcup Statistik     |         |         |         |         |         |         |         |         |         |         |         |         |         |         |         |         |         |        |
| Starts                | 1       | 14      | 12      | 18      | 16      | 19      | 15      | 17      | 18      | 16      | 18      | 15      | 17      | 22      | 19      | 1       | 10      | 248    |
| Siege                 | 0       | 0       | 0       | 0       | 0       | 0       | 0       | 2       | 0       | 0       | 3       | 4       | 2       | 1       | 0       | 1       | 0       | 13     |
| 2. Platz              | 0       | 0       | 0       | 0       | 1       | 1       | 0       | 0       | 1       | 3       | 3       | 2       | 3       | 1       | 3       | 0       | 0       | 18     |
| 3. Platz              | 0       | 0       | 0       | 0       | 1       | 1       | 2       | 0       | 1       | 1       | 1       | 2       | 3       | 1       | 3       | 0       | 0       | 16     |
| Top 3                 | 0       | 0       | 0       | 0       | 2       | 2       | 2       | 2       | 2       | 4       | 7       | 8       | 8       | 3       | 6       | 1       | 0       | 47     |
| Top 10                | 0       | 2       | 1       | 1       | 4       | 6       | 3       | 4       | 7       | 8       | 14      | 11      | 13      | 15      | 14      | 1       | 4       | 108    |
| Punkte Ø pro Start    | 0.0     | 7.93    | 4.67    | 8.17    | 18.31   | 20.37   | 11.87   | 20.53   | 24.44   | 30.31   | 52.67   | 54.2    | 49.29   | 33.77   | 41.58   | 100.0   | 22.4    | 27.83  |
| Ausfälle              | 1       | 5       | 5       | 2       | 4       | 2       | 7       | 4       | 3       | 3       | 2       | 2       | 3       | 4       | 3       | 0       | 0       | 50     |
| Punkte Slalom         | –       | 111     | 51      | 131     | 264     | 387     | 171     | 329     | 258     | 377     | 566     | 550     | 591     | 349     | 420     | 100     | 214     | 4869   |
| Punkte Riesenslalom   | 0       | 0       | 0       | 16      | 29      | 0       | 0       | 11      | 52      | 28      | 232     | 263     | 247     | 343     | 362     | –       | 10      | 1593   |
| Punkte Super-G        | –       | –       | 5       | 0       | 0       | 0       | –       | –       | –       | –       | –       | –       | –       | –       | –       | –       | –       | 5      |
| Punkte Abfahrt        | –       | –       | –       | –       | –       | –       | –       | 0       | –       | –       | –       | –       | –       | –       | –       | –       | –       | 0      |
| Punkte Kombination    | –       | –       | –       | –       | 0       | –       | 7       | 9       | 80      | –       | –       | –       | –       | –       | –       | –       | –       | 96     |
| Punkte Parallelrennen | –       | –       | –       | –       | –       | –       | –       | –       | 50      | 80      | 150     | –       | –       | 51      | 8       | –       | –       | 339    |
| Punkte Gesamt         | 0       | 111     | 56      | 147     | 293     | 387     | 178     | 349     | 440     | 485     | 948     | 813     | 838     | 743     | 790     | 100     | 224     | 6902   |
| Gesamtweltcup         | –       | 62      | 83      | 48      | 32      | 25      | 47      | 21      | 17      | 22      | 4       | 5       | 4       | 8       | 5       | 62      | 38      |        |

Slalomweltcup
|                                | 2002/03 | 2003/04 | 2004/05 | 2005/06 | 2006/07 | 2007/08 | 2008/09 | 2009/10 | 2010/11 | 2011/12 | 2012/13 | 2013/14 | 2014/15 | 2015/16 | 2016/17 | 2017/18 | 2018/19 | S / St |
| ------------------------------ | ------- | ------- | ------- | ------- | ------- | ------- | ------- | ------- | ------- | ------- | ------- | ------- | ------- | ------- | ------- | ------- | ------- | ------ |
| Slalom                         |         |         |         |         |         |         |         |         |         |         |         |         |         |         |         |         |         |        |
| Levi (1-0-1)                   | –       | –       | –       | –       | 18      | –       | NQ      | 25      | NQ      | –       | 7       | 27      | 3       | –       | 4       | 1       | –       | 1 / 9  |
| Val-d’Isère (0-1-1)            | –       | –       | –       | –       | –       | –       | –       | –       | 6       | –       | 2       | 10      | –       | 3       | DNF     | –       | –       | 0 / 5  |
| Madonna di Campiglio (1-1-0)   | –       | 8       | –       | DNF     | –       | –       | –       | –       | –       | –       | 2       | –       | 1       | DNF     | DNF     | –       | 8       | 1 / 7  |
| Zagreb (0-3-0)                 | –       | –       | –       | –       | –       | 9       | 20      | 9       | 16      | 2       | 5       | –       | 2       | –       | 2       | –       | 8       | 0 / 9  |
| Adelboden (0-0-2)              | –       | DNF     | –       | 19      | 18      | 3       | 3       | 11      | 6       | DSQ     | 5       | DNF     | DNF     | 8       | 4       | –       | 15      | 0 / 14 |
| Wengen (2-1-1)                 | –       | 18      | DNF     | NQ      | –       | 20      | DNF     | 13      | 9       | 5       | 1       | 2       | 1       | 5       | 3       | –       | 17      | 2 / 14 |
| Kitzbühel (2-1-1)              | –       | 12      | NQ      | 25      | 6       | 6       | DNF     | 1       | NQ      | NQ      | 2       | 1       | 3       | 7       | 6       | –       | 11      | 2 / 16 |
| Schladming (0-1-2)             | –       | 23      | DNF     | DNF     | DNF     | 5       | DNF     | DSQ     | 11      | DSQ     | –       | 3       | 3       | DNF     | DNF     | –       | 8       | 0 / 15 |
| Kranjska Gora (1-0-2)          | –       | DNF     | NQ      | 20      | DNF     | 6       | 3       | 4       | DNF     | 7       | DNF     | 1       | 9       | DNF     | 3       | –       | 11      | 1 / 15 |
| Alta Badia (0-1-1)             | –       | –       | –       | –       | 18      | 2       | DNF     | DNF     | –       | 3       | –       | –       | –       | –       | –       | –       | –       | 0 / 5  |
| Garmisch-Partenkirchen (1-1-0) | –       | –       | –       | –       | 2       | 17      | DNF     | 1       | –       | –       | –       | –       | –       | –       | –       | –       | –       | 1 / 4  |
| Lenzerheide (1-1-1)            | –       | –       | –       | –       | –       | –       | –       | –       | 3       | –       | 1       | 2       | –       | –       | –       | –       | –       | 1 / 3  |
| Åre (0-1-0)                    | –       | –       | –       | 12      | –       | –       | 6       | –       | –       | –       | –       | –       | 2       | –       | –       | –       | –       | 0 / 3  |
| Beaver Creek (0-0-1)           | –       | –       | 6       | 11      | 3       | –       | –       | –       | –       | 10      | –       | –       | –       | –       | –       | –       | –       | 0 / 4  |
| Bormio (1-0-0)                 | –       | –       | –       | –       | –       | 13      | –       | –       | –       | –       | –       | 1       | –       | –       | –       | –       | –       | 1 / 2  |
| Bansko                         | –       | –       | –       | –       | –       | –       | –       | –       | 4       | DNF     | –       | –       | –       | –       | –       | –       | –       | 0 / 2  |
| Santa Caterina                 | –       | –       | –       | –       | –       | –       | –       | –       | –       | –       | –       | –       | –       | 4       | –       | –       | –       | 0 / 1  |
| St. Moritz                     | –       | –       | –       | –       | –       | –       | –       | –       | –       | –       | –       | –       | –       | 10      | –       | –       | –       | 0 / 1  |
| Méribel                        | –       | –       | –       | –       | –       | –       | –       | –       | –       | –       | –       | –       | 12      | –       | –       | –       | –       | 0 / 1  |
| Soldeu                         | –       | –       | –       | –       | –       | –       | –       | –       | –       | –       | –       | –       | –       | –       | –       | –       | 7       | 0 / 1  |
| Saalbach-Hinterglemm           | –       | –       | –       | –       | –       | –       | –       | –       | –       | –       | –       | –       | –       | –       | –       | –       | 27      | 0 / 1  |
| Aspen (0-1-0)                  | –       | –       | –       | –       | –       | –       | –       | –       | –       | –       | –       | –       | –       | –       | 2       | –       | –       | 0 / 1  |
| Schladming F                   | –       | –       | –       | –       | –       | –       | –       | –       | –       | 2       | –       | –       | –       | –       | –       | –       | –       | –      |
| Yuzawa Naeba (1-0-0)           | –       | –       | –       | –       | –       | –       | –       | –       | –       | –       | –       | –       | –       | 1       | –       | –       | –       | 1 / 1  |
| Flachau                        | –       | DNF     | DNF     | –       | –       | –       | –       | –       | –       | 4       | –       | –       | –       | –       | –       | –       | –       | 0 / 3  |
| Bad Kleinkirchheim             | –       | –       | –       | –       | –       | 11      | –       | –       | –       | –       | –       | –       | –       | –       | –       | –       | –       | 0 / 1  |
| Kitzbühel W                    | –       | –       | –       | –       | 5       | –       | –       | –       | –       | –       | –       | –       | –       | –       | –       | –       | –       | –      |
| Park City                      | –       | NQ      | –       | –       | –       | –       | –       | –       | –       | –       | –       | –       | –       | –       | –       | –       | –       | 0 / 1  |
| St. Anton am Arlberg           | –       | 7       | –       | –       | –       | –       | –       | –       | –       | –       | –       | –       | –       | –       | –       | –       | –       | 0 / 1  |
| Chamonix                       | –       | NQ      | 20      | –       | –       | –       | –       | –       | –       | –       | –       | –       | –       | –       | –       | –       | –       | 0 / 2  |
| Sestriere                      | –       | 20      | 25      | –       | –       | –       | –       | –       | –       | –       | –       | –       | –       | –       | –       | –       | –       | 0 / 2  |
| Shigakogen                     | –       | –       | –       | 8       | –       | –       | –       | –       | –       | –       | –       | –       | –       | –       | –       | –       | –       | 0 / 2  |
| Shigakogen II                  | –       | –       | –       | 11      | –       | –       | –       | –       | –       | –       | –       | –       | –       | –       | –       | –       | –       | –      |
| Reiteralm                      | –       | –       | –       | –       | –       | 11      | –       | –       | –       | –       | –       | –       | –       | –       | –       | –       | –       | 0 / 1  |
| Slalom Statistik               |         |         |         |         |         |         |         |         |         |         |         |         |         |         |         |         |         |        |
|                                | 2002/03 | 2003/04 | 2004/05 | 2005/06 | 2006/07 | 2007/08 | 2008/09 | 2009/10 | 2010/11 | 2011/12 | 2012/13 | 2013/14 | 2014/15 | 2015/16 | 2016/17 | 2017/18 | 2018/19 | Gesamt |
| Rennen                         | 9       | 11      | 9       | 10      | 10      | 11      | 10      | 9       | 10      | 11      | 9       | 9       | 10      | 10      | 10      | 9       | 10      | –      |
| Starts                         | –       | 11      | 8       | 10      | 9       | 11      | 10      | 9       | 10      | 11      | 9       | 9       | 10      | 10      | 10      | 1       | 9       | 147    |
| Siege                          | –       | 0       | 0       | 0       | 0       | 0       | 0       | 2       | 0       | 0       | 2       | 3       | 2       | 1       | 0       | 1       | 0       | 11     |
| 2. Platz                       | –       | 0       | 0       | 0       | 1       | 1       | 0       | 0       | 0       | 2       | 3       | 2       | 2       | 0       | 2       | 0       | 0       | 13     |
| 3. Platz                       | –       | 0       | 0       | 0       | 1       | 1       | 2       | 0       | 1       | 1       | 0       | 1       | 3       | 1       | 2       | 0       | 0       | 13     |
| Top 3                          | –       | 0       | 0       | 0       | 2       | 2       | 2       | 2       | 1       | 3       | 5       | 6       | 7       | 2       | 4       | 1       | 0       | 37     |
| Top 10                         | –       | 2       | 1       | 1       | 4       | 6       | 3       | 4       | 5       | 7       | 8       | 7       | 8       | 7       | 7       | 1       | 4       | 75     |
| Punkte Ø pro Start             | –       | 10.09   | 6.38    | 13.1    | 29.33   | 35.18   | 17.1    | 36.56   | 25.8    | 34.27   | 62.89   | 61.11   | 59.1    | 34.9    | 42.0    | 100.0   | 23.78   | 33.12  |
| Ausfälle                       | –       | 3       | 4       | 2       | 2       | 0       | 5       | 2       | 2       | 3       | 1       | 1       | 1       | 3       | 3       | 0       | 0       | 32     |
| Punkte City Event 1            | –       | –       | –       | –       | –       | –       | –       | –       | –       | –       | 150     | –       | –       | 40      | –       | –       | –       | –      |
| Punkte Slalom                  | –       | 111     | 51      | 131     | 264     | 387     | 171     | 329     | 258     | 377     | 566     | 550     | 591     | 349     | 420     | 100     | 214     | 4869   |
| Slalomweltcup                  | –       | 25      | 33      | 17      | 8       | 7       | 15      | 5       | 8       | 6       | 2       | 2       | 2       | 3       | 4       | 25      | 14      |        |

1 Werden zu den Slalomweltcup Punkten addiert

F Weltcupfinale 2011/12

W Ersatzrennen für Wengen 2006/07

II Zusätzlicher Slalom Shigakogen 2005/06

(x-x-x) Podiumsplatzierungen

Riesenslalomweltcup
|                                | 2002/03 | 2003/04 | 2004/05 | 2005/06 | 2006/07 | 2007/08 | 2008/09 | 2009/10 | 2010/11 | 2011/12 | 2012/13 | 2013/14 | 2014/15 | 2015/16 | 2016/17 | 2017/18 | 2018/19 | S / St |
| ------------------------------ | ------- | ------- | ------- | ------- | ------- | ------- | ------- | ------- | ------- | ------- | ------- | ------- | ------- | ------- | ------- | ------- | ------- | ------ |
| Riesenslalom                   |         |         |         |         |         |         |         |         |         |         |         |         |         |         |         |         |         |        |
| Sölden (0-0-1)                 | –       | DNF     | –       | NQ      | –       | NQ      | NQ      | –       | –       | NQ      | –       | DNF     | –       | 6       | 3       | –       | –       | 0 / 8  |
| Beaver Creek                   | –       | –       | NQ      | NQ      | 22      | NQ      | –       | NQ      | 19      | –       | 17      | 7       | 8       | 5       | –       | –       | –       | 0 / 10 |
| Val-d’Isère (0-1-0)            | –       | –       | DNF     | –       | –       | –       | –       | 20      | 30      | –       | 4       | –       | –       | 2       | 4       | –       | 21      | 0 / 8  |
| Alta Badia                     | –       | –       | –       | –       | 13      | NQ      | DNF     | DNF     | 16      | –       | 7       | 5       | 5       | 8       | 6       | –       | –       | 0 / 11 |
| Adelboden (1-0-1)              | –       | –       | –       | –       | NQ      | DNF     | –       | –       | 20      | –       | 3       | 1       | 5       | –       | 8       | –       | –       | 1 / 7  |
| Garmisch-Partenkirchen (0-1-0) | –       | –       | –       | –       | –       | –       | –       | –       | –       | –       | 12      | –       | 2       | –       | 6       | –       | –       | 0 / 3  |
| Kranjska Gora                  | DNF     | –       | NQ      | NQ      | DNF     | NQ      | –       | NQ      | 19      | 21      | 4       | 12      | 5       | 4       | 5       | –       | –       | 0 / 15 |
| Kranjska Gora A,G              | –       | –       | –       | –       | –       | –       | –       | NQ      | –       | –       | –       | –       | –       | DNF     | –       | –       | –       | –      |
| Hinterstoder                   | –       | –       | –       | –       | DNF     | –       | –       | –       | 29      | –       | –       | –       | –       | 6       | –       | –       | –       | 0 / 4  |
| Hinterstoder A                 | –       | –       | –       | –       | –       | –       | –       | –       | –       | –       | –       | –       | –       | 6       | –       | –       | –       | –      |
| Lenzerheide (0-0-1)            | –       | –       | –       | –       | –       | –       | –       | –       | –       | –       | DNF     | 3       | –       | –       | –       | –       | –       | 0 / 2  |
| Åre                            | –       | –       | –       | –       | –       | –       | –       | –       | –       | –       | –       | –       | DNF     | –       | –       | –       | –       | 0 / 1  |
| St. Moritz                     | –       | –       | –       | –       | –       | –       | –       | –       | –       | –       | –       | –       | –       | 18      | –       | –       | –       | 0 / 1  |
| Alta Badia V                   | –       | DNF     | –       | –       | –       | –       | –       | –       | –       | –       | –       | –       | –       | –       | –       | –       | –       | –      |
| Val-d’Isère B                  | –       | –       | –       | –       | –       | –       | –       | –       | –       | –       | –       | –       | –       | –       | 16      | –       | –       | –      |
| Bansko                         | –       | –       | –       | –       | –       | –       | –       | –       | –       | 14      | –       | –       | –       | –       | –       | –       | –       | 0 / 1  |
| Crans-Montana                  | –       | –       | –       | –       | –       | –       | –       | –       | –       | NQ      | –       | –       | –       | –       | –       | –       | –       | 0 / 1  |
| Aspen (0-1-0)                  | –       | –       | –       | –       | –       | –       | –       | –       | –       | –       | –       | –       | –       | –       | 2       | –       | –       | 0 / 1  |
| Méribel                        | –       | –       | –       | –       | –       | –       | –       | –       | –       | –       | –       | –       | DNF     | –       | –       | –       | –       | 0 / 1  |
| Sestriere                      | –       | –       | –       | –       | –       | –       | NQ      | –       | –       | –       | –       | –       | –       | –       | –       | –       | –       | 0 / 1  |
| Yuzawa Naeba                   | –       | –       | –       | –       | –       | –       | –       | –       | –       | –       | –       | –       | –       | 15      | –       | –       | –       | 0 / 1  |
| Bad Kleinkirchheim             | –       | –       | –       | –       | –       | DNF     | –       | –       | –       | –       | –       | –       | –       | –       | –       | –       | –       | 0 / 1  |
| Park City                      | –       | NQ      | –       | –       | –       | –       | –       | –       | –       | –       | –       | –       | –       | –       | –       | –       | –       | 0 / 1  |
| Whistler                       | –       | –       | –       | –       | –       | NQ      | –       | –       | –       | –       | –       | –       | –       | –       | –       | –       | –       | 0 / 1  |
| Yongpyong                      | –       | –       | –       | 21      | –       | –       | –       | –       | –       | –       | –       | –       | –       | –       | –       | –       | –       | 0 / 2  |
| Yongpyong II                   | –       | –       | –       | 25      | –       | –       | –       | –       | –       | –       | –       | –       | –       | –       | –       | –       | –       | –      |
| Riesenslalom Statistik         |         |         |         |         |         |         |         |         |         |         |         |         |         |         |         |         |         |        |
|                                | 2002/03 | 2003/04 | 2004/05 | 2005/06 | 2006/07 | 2007/08 | 2008/09 | 2009/10 | 2010/11 | 2011/12 | 2012/13 | 2013/14 | 2014/15 | 2015/16 | 2016/17 | 2017/18 | 2018/19 | Gesamt |
| Rennen                         | 8       | 7       | 8       | 8       | 6       | 8       | 8       | 7       | 6       | 9       | 8       | 8       | 8       | 10      | 8       | 7       | 8       | –      |
| Starts                         | 1       | 3       | 3       | 5       | 5       | 7       | 3       | 5       | 6       | 4       | 7       | 6       | 7       | 10      | 8       | –       | 1       | 81     |
| Siege                          | 0       | 0       | 0       | 0       | 0       | 0       | 0       | 0       | 0       | 0       | 0       | 1       | 0       | 0       | 0       | –       | 0       | 1      |
| 2. Platz                       | 0       | 0       | 0       | 0       | 0       | 0       | 0       | 0       | 0       | 0       | 0       | 0       | 1       | 1       | 1       | –       | 0       | 3      |
| 3. Platz                       | 0       | 0       | 0       | 0       | 0       | 0       | 0       | 0       | 0       | 0       | 1       | 1       | 0       | 0       | 1       | –       | 0       | 3      |
| Top 3                          | 0       | 0       | 0       | 0       | 0       | 0       | 0       | 0       | 0       | 0       | 1       | 2       | 1       | 1       | 2       | –       | 0       | 7      |
| Top 10                         | 0       | 0       | 0       | 0       | 0       | 0       | 0       | 0       | 0       | 0       | 4       | 4       | 5       | 7       | 7       | –       | 0       | 27     |
| Punkte Ø pro Start             | 0.0     | 0.0     | 0.0     | 3.2     | 5.8     | 0.0     | 0.0     | 2.2     | 8.67    | 7.0     | 33.14   | 43.83   | 35.29   | 34.3    | 45.25   | –       | 10.0    | 19.67  |
| Ausfälle                       | 1       | 2       | 1       | 0       | 2       | 2       | 1       | 1       | 1       | 0       | 1       | 1       | 2       | 1       | 0       | –       | 0       | 16     |
| Punkte Parallel-Riesenslalom 2 | –       | –       | –       | –       | –       | –       | –       | –       | –       | –       | –       | –       | –       | 11      | 8       | –       | –       | –      |
| Punkte Riesenslalom            | 0       | 0       | 0       | 16      | 29      | 0       | 0       | 11      | 52      | 28      | 232     | 263     | 247     | 343     | 362     | –       | 10      | 1593   |
| Riesenslalomweltcup            | –       | –       | –       | 41      | 31      | –       | –       | 44      | 29      | 36      | 6       | 5       | 8       | 7       | 4       | –       | 46      |        |

2 Werden zu den Riesenslalomweltcup Punkten addiert

A,G Ersatzrennen für Adelboden 2009/10 | Ersatzrennen für Garmisch-Partenkirchen 2015/16

A Ersatzrennen für Adelboden 2015/16

V Ersatzrennen für Val-d’Isère 2003/04

B Ersatzrennen für Beaver Creek 2016/17

II Zusätzlicher Riesenslalom Yongpyong 2005/06

(x-x-x) Podiumsplatzierungen

Super-G-Weltcup
|                        | 2002/03 | 2003/04 | 2004/05 | 2005/06 | 2006/07 | 2007/08 | 2008/09 | 2009/10 | 2010/11 | 2011/12 | 2012/13 | 2013/14 | 2014/15 | 2015/16 | 2016/17 | 2017/18 | 2018/19 | S / St |
| ---------------------- | ------- | ------- | ------- | ------- | ------- | ------- | ------- | ------- | ------- | ------- | ------- | ------- | ------- | ------- | ------- | ------- | ------- | ------ |
| Super-G                |         |         |         |         |         |         |         |         |         |         |         |         |         |         |         |         |         |        |
| Lake Louise            | –       | –       | –       | 41      | 52      | –       | –       | –       | –       | –       | –       | –       | –       | –       | –       | –       | –       | 0 / 2  |
| Kitzbühel              | –       | –       | –       | 32      | –       | –       | –       | –       | –       | –       | –       | –       | –       | –       | –       | –       | –       | 0 / 1  |
| Garmisch-Partenkirchen | –       | –       | 26      | 48      | –       | –       | –       | –       | –       | –       | –       | –       | –       | –       | –       | –       | –       | 0 / 2  |
| Whistler               | –       | –       | –       | –       | –       | 50      | –       | –       | –       | –       | –       | –       | –       | –       | –       | –       | –       | 0 / 1  |
| Super-G Statistik      |         |         |         |         |         |         |         |         |         |         |         |         |         |         |         |         |         |        |
|                        | 2002/03 | 2003/04 | 2004/05 | 2005/06 | 2006/07 | 2007/08 | 2008/09 | 2009/10 | 2010/11 | 2011/12 | 2012/13 | 2013/14 | 2014/15 | 2015/16 | 2016/17 | 2017/18 | 2018/19 | Gesamt |
| Rennen                 | 6       | 7       | 7       | 6       | 5       | 7       | 5       | 6       | 6       | 8       | 5       | 6       | 7       | 8       | 6       | 6       | 7       | –      |
| Starts                 | –       | –       | 1       | 3       | 1       | 1       | –       | –       | –       | –       | –       | –       | –       | –       | –       | –       | –       | 6      |
| Siege                  | –       | –       | 0       | 0       | 0       | 0       | –       | –       | –       | –       | –       | –       | –       | –       | –       | –       | –       | 0      |
| 2. Platz               | –       | –       | 0       | 0       | 0       | 0       | –       | –       | –       | –       | –       | –       | –       | –       | –       | –       | –       | 0      |
| 3. Platz               | –       | –       | 0       | 0       | 0       | 0       | –       | –       | –       | –       | –       | –       | –       | –       | –       | –       | –       | 0      |
| Top 3                  | –       | –       | 0       | 0       | 0       | 0       | –       | –       | –       | –       | –       | –       | –       | –       | –       | –       | –       | 0      |
| Top 10                 | –       | –       | 0       | 0       | 0       | 0       | –       | –       | –       | –       | –       | –       | –       | –       | –       | –       | –       | 0      |
| Punkte Ø pro Start     | –       | –       | 5.0     | 0.0     | 0.0     | 0.0     | –       | –       | –       | –       | –       | –       | –       | –       | –       | –       | –       | 0.83   |
| Ausfälle               | –       | –       | 0       | 0       | 0       | 0       | –       | –       | –       | –       | –       | –       | –       | –       | –       | –       | –       | 0      |
| Punkte Super-G         | –       | –       | 5       | 0       | 0       | 0       | –       | –       | –       | –       | –       | –       | –       | –       | –       | –       | –       | 5      |
| Super-G-Weltcup        | –       | –       | 48      | –       | –       | –       | –       | –       | –       | –       | –       | –       | –       | –       | –       | –       | –       |        |

Abfahrtsweltcup
|                    | 2002/03 | 2003/04 | 2004/05 | 2005/06 | 2006/07 | 2007/08 | 2008/09 | 2009/10 | 2010/11 | 2011/12 | 2012/13 | 2013/14 | 2014/15 | 2015/16 | 2016/17 | 2017/18 | 2018/19 | S / St |
| ------------------ | ------- | ------- | ------- | ------- | ------- | ------- | ------- | ------- | ------- | ------- | ------- | ------- | ------- | ------- | ------- | ------- | ------- | ------ |
| Abfahrt            |         |         |         |         |         |         |         |         |         |         |         |         |         |         |         |         |         |        |
| Lake Louise        | –       | –       | –       | –       | –       | –       | –       | 43      | –       | –       | –       | –       | –       | –       | –       | –       | –       | 0 / 1  |
| Abfahrt Statistik  |         |         |         |         |         |         |         |         |         |         |         |         |         |         |         |         |         |        |
|                    | 2002/03 | 2003/04 | 2004/05 | 2005/06 | 2006/07 | 2007/08 | 2008/09 | 2009/10 | 2010/11 | 2011/12 | 2012/13 | 2013/14 | 2014/15 | 2015/16 | 2016/17 | 2017/18 | 2018/19 | Gesamt |
| Rennen             | 11      | 12      | 11      | 9       | 11      | 9       | 9       | 8       | 9       | 11      | 8       | 9       | 10      | 11      | 8       | 9       | 8       | –      |
| Starts             | –       | –       | –       | –       | –       | –       | –       | 1       | –       | –       | –       | –       | –       | –       | –       | –       | –       | 1      |
| Siege              | –       | –       | –       | –       | –       | –       | –       | 0       | –       | –       | –       | –       | –       | –       | –       | –       | –       | 0      |
| 2. Platz           | –       | –       | –       | –       | –       | –       | –       | 0       | –       | –       | –       | –       | –       | –       | –       | –       | –       | 0      |
| 3. Platz           | –       | –       | –       | –       | –       | –       | –       | 0       | –       | –       | –       | –       | –       | –       | –       | –       | –       | 0      |
| Top 3              | –       | –       | –       | –       | –       | –       | –       | 0       | –       | –       | –       | –       | –       | –       | –       | –       | –       | 0      |
| Top 10             | –       | –       | –       | –       | –       | –       | –       | 0       | –       | –       | –       | –       | –       | –       | –       | –       | –       | 0      |
| Punkte Ø pro Start | –       | –       | –       | –       | –       | –       | –       | 0.0     | –       | –       | –       | –       | –       | –       | –       | –       | –       | 0.0    |
| Ausfälle           | –       | –       | –       | –       | –       | –       | –       | 0       | –       | –       | –       | –       | –       | –       | –       | –       | –       | 0      |
| Punkte Abfahrt     | –       | –       | –       | –       | –       | –       | –       | 0       | –       | –       | –       | –       | –       | –       | –       | –       | –       | 0      |
| Abfahrtsweltcup    | –       | –       | –       | –       | –       | –       | –       | –       | –       | –       | –       | –       | –       | –       | –       | –       | –       |        |

Kombinationsweltcup
|                       | 2002/03 | 2003/04 | 2004/05 | 2005/06 | 2006/07 | 2007/08 | 2008/09 | 2009/10 | 2010/11 | 2011/12 | 2012/13 | 2013/14 | 2014/15 | 2015/16 | 2016/17 | 2017/18 | 2018/19 | S / St |
| --------------------- | ------- | ------- | ------- | ------- | ------- | ------- | ------- | ------- | ------- | ------- | ------- | ------- | ------- | ------- | ------- | ------- | ------- | ------ |
| Kombination           |         |         |         |         |         |         |         |         |         |         |         |         |         |         |         |         |         |        |
| Beaver Creek          | –       | –       | –       | –       | –       | –       | –       | 22      | –       | –       | –       | –       | –       | –       | –       | –       | –       | 0 / 1  |
| Val-d’Isère           | –       | –       | –       | –       | –       | –       | 24      | DNF     | –       | –       | –       | –       | –       | –       | –       | –       | –       | 0 / 2  |
| Reiteralm             | –       | –       | –       | –       | 35      | –       | –       | –       | –       | –       | –       | –       | –       | –       | –       | –       | –       | 0 / 1  |
| Sestriere             | –       | –       | –       | –       | –       | –       | DSQ     | –       | –       | –       | –       | –       | –       | –       | –       | –       | –       | 0 / 1  |
| Bansko (0-1-0)        | –       | –       | –       | –       | –       | –       | –       | –       | 2       | –       | –       | –       | –       | –       | –       | –       | –       | 0 / 1  |
| Kombination Statistik |         |         |         |         |         |         |         |         |         |         |         |         |         |         |         |         |         |        |
|                       | 2002/03 | 2003/04 | 2004/05 | 2005/06 | 2006/07 | 2007/08 | 2008/09 | 2009/10 | 2010/11 | 2011/12 | 2012/13 | 2013/14 | 2014/15 | 2015/16 | 2016/17 | 2017/18 | 2018/19 | Gesamt |
| Rennen                | 2       | 2       | 1       | 4       | 4       | 5       | 4       | 4       | 4       | 4       | 2       | 2       | 2       | 3       | 2       | 2       | 2       | –      |
| Starts                | –       | –       | –       | –       | 1       | –       | 2       | 2       | 1       | –       | –       | –       | –       | –       | –       | –       | –       | 6      |
| Siege                 | –       | –       | –       | –       | 0       | –       | 0       | 0       | 0       | –       | –       | –       | –       | –       | –       | –       | –       | 0      |
| 2. Platz              | –       | –       | –       | –       | 0       | –       | 0       | 0       | 1       | –       | –       | –       | –       | –       | –       | –       | –       | 1      |
| 3. Platz              | –       | –       | –       | –       | 0       | –       | 0       | 0       | 0       | –       | –       | –       | –       | –       | –       | –       | –       | 0      |
| Top 3                 | –       | –       | –       | –       | 0       | –       | 0       | 0       | 1       | –       | –       | –       | –       | –       | –       | –       | –       | 1      |
| Top 10                | –       | –       | –       | –       | 0       | –       | 0       | 0       | 1       | –       | –       | –       | –       | –       | –       | –       | –       | 1      |
| Punkte Ø pro Start    | –       | –       | –       | –       | 0.0     | –       | 3.5     | 4.5     | 80.0    | –       | –       | –       | –       | –       | –       | –       | –       | 16.0   |
| Ausfälle              | –       | –       | –       | –       | 0       | –       | 1       | 1       | 0       | –       | –       | –       | –       | –       | –       | –       | –       | 2      |
| Punkte Kombination    | –       | –       | –       | –       | 0       | –       | 7       | 9       | 80      | –       | –       | –       | –       | –       | –       | –       | –       | 96     |
| Kombinationsweltcup   | –       | –       | –       | –       | –       | –       | 43      | 42      | 11      | –       | –       | –       | –       | –       | –       | –       | –       |        |

Parallelrennen
|                                | 2002/03 | 2003/04 | 2004/05 | 2005/06 | 2006/07 | 2007/08 | 2008/09 | 2009/10 | 2010/11 | 2011/12 | 2012/13 | 2013/14 | 2014/15 | 2015/16 | 2016/17 | 2017/18 | 2018/19 | S / St |
| ------------------------------ | ------- | ------- | ------- | ------- | ------- | ------- | ------- | ------- | ------- | ------- | ------- | ------- | ------- | ------- | ------- | ------- | ------- | ------ |
| City Event                     |         |         |         |         |         |         |         |         |         |         |         |         |         |         |         |         |         |        |
| München (1-0-0)                | –       | –       | –       | –       | –       | –       | –       | –       | 4       | –       | 1       | –       | –       | –       | –       | –       | –       | 1 / 2  |
| Moskau (0-1-0)                 | –       | –       | –       | –       | –       | –       | –       | –       | –       | 2       | 4       | –       | –       | –       | –       | –       | –       | 0 / 2  |
| Stockholm                      | –       | –       | –       | –       | –       | –       | –       | –       | –       | –       | –       | –       | –       | 5       | –       | –       | –       | 0 / 1  |
| Parallel-Riesenslalom          |         |         |         |         |         |         |         |         |         |         |         |         |         |         |         |         |         |        |
| Alta Badia                     | –       | –       | –       | –       | –       | –       | –       | –       | –       | –       | –       | –       | –       | 20      | 23      | –       | –       | 0 / 2  |
| Parallelrennen Statistik       |         |         |         |         |         |         |         |         |         |         |         |         |         |         |         |         |         |        |
|                                | 2002/03 | 2003/04 | 2004/05 | 2005/06 | 2006/07 | 2007/08 | 2008/09 | 2009/10 | 2010/11 | 2011/12 | 2012/13 | 2013/14 | 2014/15 | 2015/16 | 2016/17 | 2017/18 | 2018/19 | Gesamt |
| Rennen                         | –       | –       | –       | –       | –       | –       | –       | –       | 1       | 1       | 2       | –       | –       | 2       | 2       | 3       | 3       | –      |
| Starts                         | –       | –       | –       | –       | –       | –       | –       | –       | 1       | 1       | 2       | –       | –       | 2       | 1       | –       | –       | 7      |
| Siege                          | –       | –       | –       | –       | –       | –       | –       | –       | 0       | 0       | 1       | –       | –       | 0       | 0       | –       | –       | 1      |
| 2. Platz                       | –       | –       | –       | –       | –       | –       | –       | –       | 0       | 1       | 0       | –       | –       | 0       | 0       | –       | –       | 1      |
| 3. Platz                       | –       | –       | –       | –       | –       | –       | –       | –       | 0       | 0       | 0       | –       | –       | 0       | 0       | –       | –       | 0      |
| Top 3                          | –       | –       | –       | –       | –       | –       | –       | –       | 0       | 1       | 1       | –       | –       | 0       | 0       | –       | –       | 2      |
| Top 10                         | –       | –       | –       | –       | –       | –       | –       | –       | 1       | 1       | 2       | –       | –       | 1       | 0       | –       | –       | 5      |
| Punkte Ø pro Start             | –       | –       | –       | –       | –       | –       | –       | –       | 50.0    | 80.0    | 75.0    | –       | –       | 25.5    | 8.0     | –       | –       | 48.43  |
| Punkte City Event 1            | –       | –       | –       | –       | –       | –       | –       | –       | 50      | 80      | 150     | –       | –       | 40      | –       | –       | –       | 320    |
| Punkte Parallel-Riesenslalom 2 | –       | –       | –       | –       | –       | –       | –       | –       | –       | –       | –       | –       | –       | 11      | 8       | –       | –       | 19     |
| Punkte Parallelrennen          | –       | –       | –       | –       | –       | –       | –       | –       | 50      | 80      | 150     | –       | –       | 51      | 8       | –       | –       | 339    |

1 Punkte City Event (2010/11, 2011/12) zählen nur für Gesamtweltcup, seit 2012/13 für Gesamtweltcup und Slalomweltcup

2 Punkte Parallel-Riesenslalom zählen für Gesamtweltcup und Riesenslalomweltcup

### Mannschaftswettbewerbe

#### Weltmeisterschaften und Weltcup
|                               | 2002/03 | 2003/04 | 2004/05 | 2005/06 | 2006/07 | 2007/08 | 2008/09 | 2009/10 | 2010/11 | 2011/12 | 2012/13 | 2013/14 | 2014/15 | 2015/16 | 2016/17 | 2017/18 | 2018/19 | S / St |
| ----------------------------- | ------- | ------- | ------- | ------- | ------- | ------- | ------- | ------- | ------- | ------- | ------- | ------- | ------- | ------- | ------- | ------- | ------- | ------ |
| Alpine Skiweltmeisterschaften |         |         |         |         |         |         |         |         |         |         |         |         |         |         |         |         |         |        |
| Mannschaft (1-0-1)            | –       |         | 1       |         | 7       |         | –       |         | 5       |         | 3       |         | 9       |         | 9       |         | –       | 1 / 6  |
| Weltcup                       |         |         |         |         |         |         |         |         |         |         |         |         |         |         |         |         |         |        |
| Mannschaft (2-1-0)            | –       | –       | –       | 8       | –       | –       | –       | 9       | 1       | 5       | 1       | –       | –       | –       | 2       | –       | –       | 2 / 6  |
| Mannschaft Statistik          |         |         |         |         |         |         |         |         |         |         |         |         |         |         |         |         |         |        |
|                               | 2002/03 | 2003/04 | 2004/05 | 2005/06 | 2006/07 | 2007/08 | 2008/09 | 2009/10 | 2010/11 | 2011/12 | 2012/13 | 2013/14 | 2014/15 | 2015/16 | 2016/17 | 2017/18 | 2018/19 | Gesamt |
| Starts                        | –       | –       | 1       | 1       | 1       | –       | –       | 1       | 2       | 1       | 2       | –       | 1       | –       | 2       | –       | –       | 12     |
| Siege                         | –       | –       | 1       | 0       | 0       | –       | –       | 0       | 1       | 0       | 1       | –       | 0       | –       | 0       | –       | –       | 3      |
| 2. Platz                      | –       | –       | 0       | 0       | 0       | –       | –       | 0       | 0       | 0       | 0       | –       | 0       | –       | 1       | –       | –       | 1      |
| 3. Platz                      | –       | –       | 0       | 0       | 0       | –       | –       | 0       | 0       | 0       | 1       | –       | 0       | –       | 0       | –       | –       | 1      |
| Top 3                         | –       | –       | 1       | 0       | 0       | –       | –       | 0       | 1       | 0       | 2       | –       | 0       | –       | 1       | –       | –       | 5      |
| Top 10                        | –       | –       | 1       | 1       | 1       | –       | –       | 1       | 2       | 1       | 2       | –       | 1       | –       | 2       | –       | –       | 12     |

## Sonstiges
In den Jahren 2015 und 2016 war Neureuther auf Sat.1 Mitglied der Jury von Superkids – Die größten kleinen Talente der Welt und dem Special Superpets – Die talentiertesten Tiere der Welt.
Der am 1. April 2019 mit dazugehörigem Video veröffentlichte Schlager Weiterziehn, mit dem Neureuther den Beginn einer Sängerkarriere ankündigte, entpuppte sich als Aprilscherz des Radiosenders Antenne Bayern, der den Titel produziert hatte. Das Lied wurde trotzdem zu einem Hit und erreichte Platz 2 der deutschen I-Tunes-Charts. Den Verkaufserlös erhielten die Stiftungen von Neureuther und Antenne Bayern.
Im Animationsfilm Playmobil – Der Film synchronisierte Neureuther die Stimmen eines russischen Wissenschaftlers und eines Eskimos.
Neureuther gewann im Juni 2019 in der ProSieben-Sendung Schlag den Star gegen Christoph Kramer.

## Auszeichnungen
Am 30. Oktober 2020 erhielt er in Leipzig die Goldene Henne in der Kategorie „Sport“ für sein sportliches Lebenswerk.
Am 2. Dezember 2022 erhielt er aus der Hand von Landtagspräsidentin Ilse Aigner den Bayerischen Verfassungsorden.